# Zöld Kapcsolat Egyesület
A Zöld Kapcsolat Egyesület 2005 őszén alakult, decemberben jegyezték be, azonban tevékenysége régebbre nyúlik vissza. Az elsősorban Borsod-Abaúj-Zemplén megyében végzett környezetvédelmi akciókhoz, tevékenységekhez egyre több új önkéntes jelentkezett, akik nem a meglévő szervezetek keretein belül keresték tagsági lehetőségeiket. A közérdekű jogsegélyszolgálat számára is egyesületi formában képviselhetők hatékonyan a peres ügyek.

## Célja
Az egyesület a természet-, környezet-, állatvédelem, környezetjog, környezetegészségügy, területfejlesztés, fogyasztóvédelem és a kultúra területén munkálkodnak olyan sokszínű, értékközpontú, fenntartható fejlődést támogató társadalom megvalósítása érdekében, amely emberi léptékű, nyitott, és öntevékeny közösségek együttműködésén alapszik. A Zöld Kapcsolat Egyesület helyi szinten párbeszédet kíván teremteni a polgárok, a civil szervezetek, az önkormányzatok és a gazdaság között, a fenntartható fejlődés érdekében, s hogy a nemzetközi Agenda 21, a hazai környezetvédelmi, természetvédelmi törvények és a regionális, helyi önkormányzati környezetvédelmi programok. ez irányú tevékenységeket, programok megvalósítását segítse. Ezeket a célokat a tájékoztatás, együttműködés, tapasztalatcsere, jog- és érdekérvényesítés, nonprofit szolgáltatások eszközeinek párhuzamos alkalmazásával valósítja meg.

## Tevékenységük
Az Egyesület céljai megvalósítása során a fenntartható fejlődés érdekében tevékenykedik, melynek célja a környezet és a társadalmi-gazdasági szempontok összehangolása.
- lakosság ökológiai szemléletformálás, tanácsadás, oktatás, nevelés, médiatevékenység,
- környezetvédelmi jog, jogsegélyszolgálat, környezetjogi oktatás, környezetjogi klinika működtetése,
- környezetgazdaság és a környezetvédelmi igazgatás,
- ökológiai fogyasztóvédelem, környezet-egészségügy,
- önkéntesek bevonása, szervezése,
- területfejlesztési célok és regionális partnerségi folyamatok segítése a társadalmi részvétel növelésével a régió természeti és tájképi adottságainak megőrzése érdekében,
- az interregionális folyamatban a környezet- és természetvédelmi feladatok elősegítése,
- hazai és nemzetközi kapcsolatok kialakítása és ápolása,
- országos környezetvédő-mozgalmi és nonprofit tevékenység,
- együttműködés a civil szektor más szakterületeinek képviselőivel,
- kutatás, tudományos tevékenység.

Az egyesület állandó programja keretében kéthetente ingyenes környezetvédelmi jogsegélyszolgálat segíti az azt igénylőket, melyre alapozva Jogi Klinikát is működtet a Miskolci Egyetemmel és egyéni ügyvéddel kötött megállapodás keretében. Ennek révén az egyetemi hallgatók gyakorlati tapasztalatokhoz és speciális ismeretekhez juthattak. Jogi érdekérvényesítést folytattak a terepmotorozás, környezeti adatokhoz való hozzáférés, galambpiszok, illegális lerakás, miskolci ivóvízjárvány ügyeiben. Eredményesen felléptek a Dél-Zemplénben szivattyús energiatározós erőművek és a szerencsi biomassza égető környezeti nyilvánosságának biztosításában. Egyéb programok: partnerekkel a Mobilitás Hete szervezése, a technikai sportokkal kapcsolatos társadalmi fellépés erősítése a lakó és természeti területek nyugalmának biztosítása érdekében, szelektív hulladékgyűjtést népszerűsítése, zöld vadművelet keretében miskolci zöldterületeket virágosítottak. Tevékenyen hozzájárultak a Miskolc város komposztálási programjának megvalósításához (komposztkeretek osztása, oktatás, tanácsadás, képzés, kiadványok megjelentetése, komposztkert kialakítása). Önkéntes programjuk révén számos segítséget kaptak tagjainktól, szakemberektől.

## Külső hivatkozások
- A Zöld Kapcsolat Egyesület honlapja
- Brsod Online: Zöld Kapcsolat Egyesület hírei
- Nonprofit.hu: Helyi termékek bemutatója Miskolcon
- Szike Egyesület: Miskolci Komposztálási Program